# Valea Iașului
Valea Iaşului é uma comuna romena localizada no distrito de Argeş, na região de Muntênia. A comuna possui uma área de 27.00 km² e sua população era de 2765 habitantes segundo o censo de 2007.